# Circus Colossus
«Circus Colossus» — третій студійний альбом фінського павер-метал-гурту Leverage. Реліз відбувся 4 листопада 2009 року.

## Список композицій
1. "Rise" — 01:54
2. "Wolf and the Moon — 05:01
3. "Movie Gods — 06:09
4. "Worldbeater — 04:53
5. "Rider of Storm — 05:47
6. "Legions of Invisible — 03:58
7. "Revelation — 05:01
8. "Don’t Keep Me Waiting — 02:31
9. "Prisoners — 05:52
10. "Broken Wings — 06:51

### Японське видання
1. "Mean and Evil — 04:02
2. "Walk on Home — 04:02

## Чарти
| Чарт (2009)                                        | Позиція |
| -------------------------------------------------- | ------- |
| Фінляндія Finnish Albums (Suomen virallinen lista) | 27      |

## Учасники запису
- Пекка Ансіо Хейно – вокал
- Торсті Спуф – гітари
- Пекка Лампінен – бас-гітара
- Туомас Хейккінен – гітари
- Марко Ніскала – клавішні
- Валттері Ревонкорпі – барабани